# Hesperantha pallescens
Hesperantha pallescens är en irisväxtart som beskrevs av Peter Goldblatt. Hesperantha pallescens ingår i släktet Hesperantha och familjen irisväxter. Inga underarter finns listade i Catalogue of Life.